# UTC−10
| Süd-Sommer-/Nord-NormalzeitSeegebiet | Nord-Sommer-/Süd-NormalzeitStandardzeit ganzjährig |

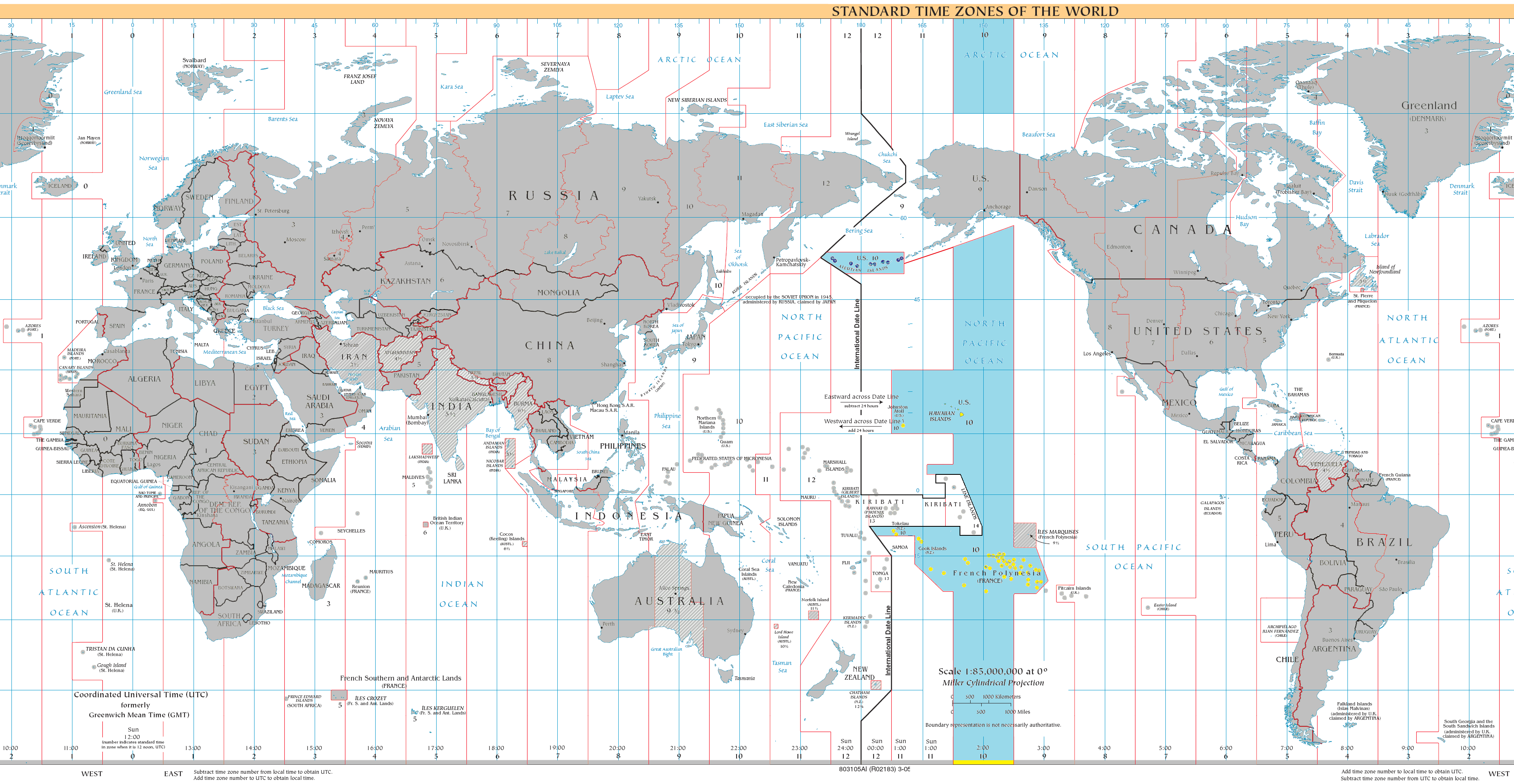
UTC−10:

UTC−10 ist eine Zonenzeit, welche den Längenhalbkreis 150° W  als Bezugsmeridian hat. Auf Uhren mit dieser Zonenzeit ist es zehn Stunden früher als die koordinierte Weltzeit und elf Stunden früher als die MEZ.

## Geltungsbereich
Regionen und Zeitzonen, die UTC−10 verwenden:

### Ganzjährig
- Cookinseln: Assoziiert mit Neuseeland; wird von vielen Staaten, darunter Deutschland und die Schweiz, als unabhängig anerkannt.
- Frankreich
  -  Französisch-Polynesien: Tahiti Time/Heure de Tahiti (TAHT)
    - Gesellschaftsinseln einschließlich Tahiti
    - Tuamotu-Archipel
    - Austral-Inseln
- Vereinigte Staaten: Hawaii-Aleutian Standard Time – Hawaii (HAST, HST)
  -  Hawaii
  - Johnston-Atoll (unbewohnt)

### Normalzeit (nördliche Hemisphäre)
- Vereinigte Staaten
  -  Alaska: Aleutian Standard Time (HAST/HADT)
    - Aleuten westlich von 169° 30′ W
    - Pribilof Islands

## Hawaii-Aleutian Standard Time Zone (HAST)
Die Hawaii-Aleutian Standard Time (HAST) ist die Zonenzeit der Hawaii-Aleutian zone. Die Bezeichnung wurde 1983 eingeführt.
Die United States Standard Alaska Time entsprach seit 19. März 1918 (Standard Time Act) der Mean Astronomical Time auf 150° W, war also EST−5 (Eastern Standard Time, die Mittlere Ortszeit auf 75° W mit Datumswechsel mittags, seinerzeitige Zeitnorm der USA, in Gebrauch war aber Civil Time, also Datumswechsel zu Mitternacht), nach Übernahme der Weltzeit 1928 dann UT−10, und galt fast im ganzen Alaska. 31. März 1942 bis 30. September 1945 (War time Act) galt in den USA War Time (UT−9) ganzjährig, nach 1947 wurden dann die Sommerzeitregelung UT−9 auch in Alaska übernommen. Nach der Übernahme der HAST durch Hawaii 8. Juni 1947  wurde die Zeitzone Hawaii-Alaska Standard Time oder auch Alaska-Hawaii(an) Standard Time genannt.

### Aleuten: Hawaii-Aleutian Standard Time (HAST) bzw. Hawaii-Aleutian Daysaving Time (HADT)
Als Normalzeit gilt HAST heute nur im Aleutians West Census Area (Äußere Aleuten) westlich von 169° 30′ W. Außerdem gilt sie für die Pribilof Islands in der zentralen Beringsee. Als Sommerzeit wird die Hawaii-Aleutian Daysaving Time (HDT, HADT) verwendet, die eine Zeitverschiebung von UTC−9 darstellt. Sie gilt seit 2007 USA-weit vom zweiten Sonntag im März bis zum ersten Sonntag im November, die Umstellung erfolgt jeweils 2:00 HAST auf 03:00 HADT (Energy Policy Act 2005)
1983 übernahm der Bundesstaat Alaska, zu dem die Aleuten gehören, auf dem ganzen Kontinentalgebiet eine Zeitverschiebung von UTC−9, und nannte sie Alaska Standard Time (AST), vorher waren insgesamt vier Zeitzonen üblich gewesen, mit AST auf UTC−10. Seither spricht man von Hawaii-Aleutian Standard Time für UTC−10, die als HAST mit HADT nurmehr auf den Äußeren Aleuten verwendet wird (siehe Geschichte Alaskas: Gegenwart).

### Hawaii-Aleutian Standard Time – Hawaii
Daneben gibt es auch eine Zone der HAST, in der keine Daylight saving time verwendet wird, Hawaii-Aleutian Standard Time – Hawaii, man spricht auch von Hawaiian Standard Time (HST). Die Zeit gilt ganzjährig sowohl auf der ganzen Inselgruppe Hawaiʻi, dem 50. US-Bundesstaat, als auch auf dem noch westlicher gelegenen Johnston-Atoll, das zu den nicht inkorporierten United States Minor Outlying Islands gehört.
Zeitnormal ist der Kurzwellensender NIST Radio Station WWVH (2,5/5/10/15 MHz) auf Kauaʻi, der mit dem Zeitzeichen des National Institute of Standards and Technology in Fort Collins abgeglichen ist.
Hawaiʻi verwendete 1900 bis 1947 als Bezugsmeridian den Längenkreis 157° 30' West, der zwischen den Inseln Oʻahu und Molokaʻi verläuft, mit einer Zeitverschiebung von UT−10:30 (Universal Time war seinerzeit Weltzeit, vor 1928 war der Bezug GMT−10:30). Somit entsprach die Uhrzeit in der Hauptstadt Honolulu fast der Sonnenzeit. 30. April 1933 bis 21. Mai 1933 wurde probehalber eine Sommerzeit versucht, die auf UT−9:30 lag. Mit 8. Juni 1947 wurde HAST mit UT−10:00 eingeführt, einschließlich Sommerzeit HADT.
1966 wurde mit dem Uniform Time Act die Möglichkeit geschaffen, das ganze Bundesstaaten aus der Sommerzeitregelung ausoptieren. Hawaii nutzte diese Möglichkeit, weil in den Tropen eine Tageslichtregel keinen Nutzen bringt, und seit 1968 gilt UTC–10:00 ganzjährig.

## Tahiti Time bzw. Heure de Tahiti (TAHT)
Die Tahiti Time (TAHT), französisch Heure de Tahiti oder Temps de Tahiti, präzise L’heure légale dans la territoire de la Polynésie Française, ist die Zeitzone Französisch-Polynesiens für die Gesellschaftsinseln einschließlich der Hauptinsel Tahiti, des Tuamotu-Archipels und der Austral-Inseln (Îles Australes), nicht aber der Marquesas (Marquises, UTC−9:30) und Gambierinseln (UTC−9). Sie gilt ganzjährig.

## Historische Verwendung
Die Linieninseln, seit 1979 Teil des Staates Kiribati, haben UTC–10 bis Ende 1994 verwendet, haben aber dann auf UTC+14 umgestellt (dieselbe Uhrzeit, aber anderes Datum), sodass dort auf den 30. Dezember 1994 sofort der 1. Januar 1995 folgte.